# Ambroise Ouédraogo
Ambroise Ouédraogo (Ouagadougou, 15 de dezembro de 1948) é um clérigo católico romano e desde 2001 o primeiro bispo de Maradi.
Ambroise Ouédraogo foi ordenado sacerdote em 29 de junho de 1979 em sua terra natal, Ouagadougou, em Burkina Faso. Lá, ele se tornou vigário paroquial na paróquia de Sacré Cœur de Dapoya no mesmo ano. Em 1982, ele assumiu o cargo de capelão militar católico romano de Burkina Faso. Ouédraogo foi enviado para Niamey, no Níger, em dezembro de 1985 como sacerdote Fidei Donum. A partir de 1986 ele foi responsável pela congregação de Saint Paul de Harobanda em Niamey, a partir de 1987 pastor da juventude de Niamey e a partir de 1989 pastor da Catedral de Niamey. Interrompeu esta atividade de 1992 a 1993, quando estava no Institut Catholique de Paris.
A nomeação de Ouédraogos como bispo auxiliar em Niamey e bispo titular de Severiana ocorreu em 18 de maio de 1999, a ordenação episcopal assumiu o cardeal Francisco Arinze em 26 de setembro do mesmo ano. Os co-consagradores foram o Arcebispo de Ouagadougou, Jean-Marie Untaani Compaoré, e o Bispo de Niamey, Guy Armand Romano CSsR.
Ambroise Ouédraogo foi nomeado primeiro bispo da diocese de Maradi, recém-fundada na mesma data, em 13 de março de 2001. Seu lema é: "Tudo é graça". Em sua obra como bispo, Ouédraogo está particularmente comprometido com o diálogo com o Islã.